# Bojnický zámek
Bojnice je romantický zámek vzniklý přestavbou původního hradu. Nachází se na západním okraji města Bojnice v Trenčínském kraji, v oblasti zvané Ponitří na Slovensku.
Nejstarší stavbou na místě zámku bývalo pravěké a později raně středověké hradiště. Ve třináctém století byl na jeho místě postaven kamenný gotický hrad, jehož majitelé se až do patnáctého století často střídali. Během doby hrad odolal několika útokům a obléháním a dobýt se jej podařilo až během Rákócziho povstání na začátku osmnáctého století. Do podoby hradu zasáhli především příslušníci rodu Thurzů, kteří jej přestavěli v renesančním slohu a později Pálffyové, za nichž proběhla barokní přestavba. Dochovaná podoba je výsledkem novogotických úprav na přelomu devatenáctého a dvacátého století.
Zámek je chráněn jako národní kulturní památka a v otvíracích hodinách je přístupný veřejnosti. Sídlí v něm Muzeum Bojnice spravované Slovenským národním muzeem.

## Historie

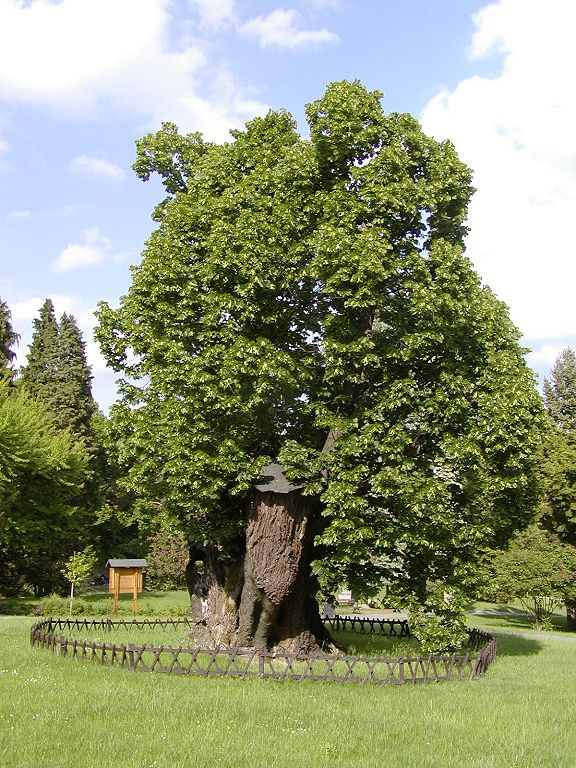
Lípa krále Matyáše

Krajina v okolí Bojnice byla osídlena v paleolitu a v místech zámku stávalo pravěké hradiště. To bylo osídlené i v době Velkomoravské říše a po jejím zániku nejspíše sloužilo jako správní centrum královských majetků v Horním Ponitří. První písemná zmínka z roku 1113 připomíná Bojnice jako podhradní osadu. Kamenný hrad byl založen po mongolském vpádu ve třináctém století. Jeho předpokládaným zakladatelem byl Kazimír z rodu Hunt-Poznanovců. Písemně je hrad doložen k roku 1299, kdy jej Matúš Čák Trenčanský zabavil Kazimírovým synům. Po Matúšově smrti hrad získal král Karel I. Robert, který jej věnoval palatinovi Mikuláši Giletovi.

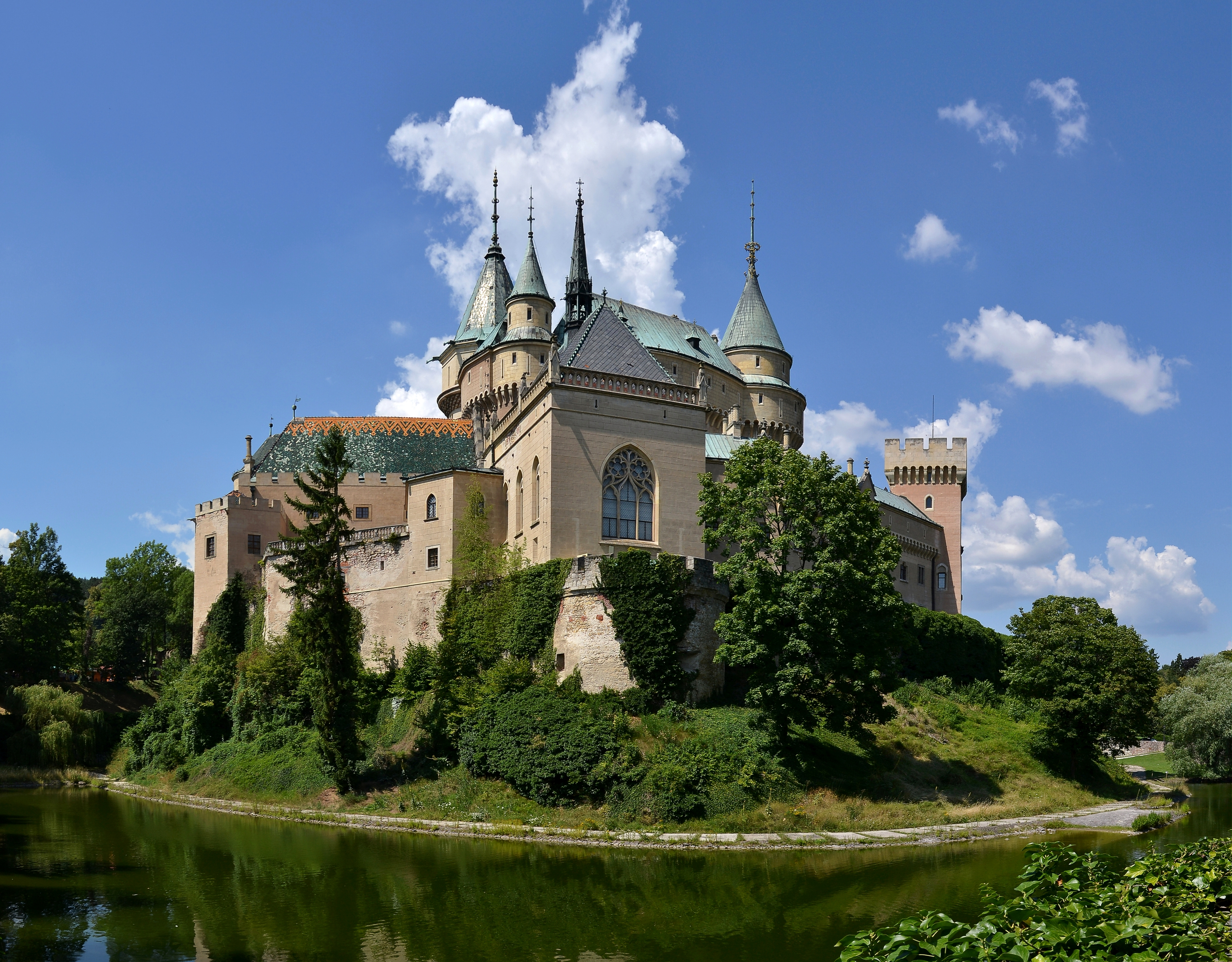
Bojnický zámek

Roku 1367 byl jako majitel Bojnice uveden palatin Vladislav II. Opolský, po němž hrad patřil Leustachům, z nichž Juraj Leustach zemřel bez potomků, a jeho majetek připadl panovníkovi. Roku 1393 hrad drželi příslušníci rodu Jelšavských. Král Zikmund bojnické panství roku 1430 věnoval synům Onufria Bardy, později zvaným Noffryové. Ti během husitských válek podporovali panovníka, a hrad proto v letech 1431 a 1432 obléhali husité. Zatímco hrad jejich útokům odolával, obléhatelé plenili okolí Prievidzy.
Poslední majitel z řad Noffryů zemřel roku 1485. Hrad získal král Matyáš Korvín, který jej o čtyři roky později věnoval svému nemanželskému synovi Jánoši Korvínovi. Panovník tehdy Bojnici často navštěvoval a vydal v ní řadu listin s poznámkou „Sub Nostra dilectis Tillis bojniciensibus,“ tj. „pod našimi milými lipami bojnickými“. Podle tradice král sedával a jednal pod stromem známým jako Lípa krále Matyáše v zámeckém parku.

### Thurzové

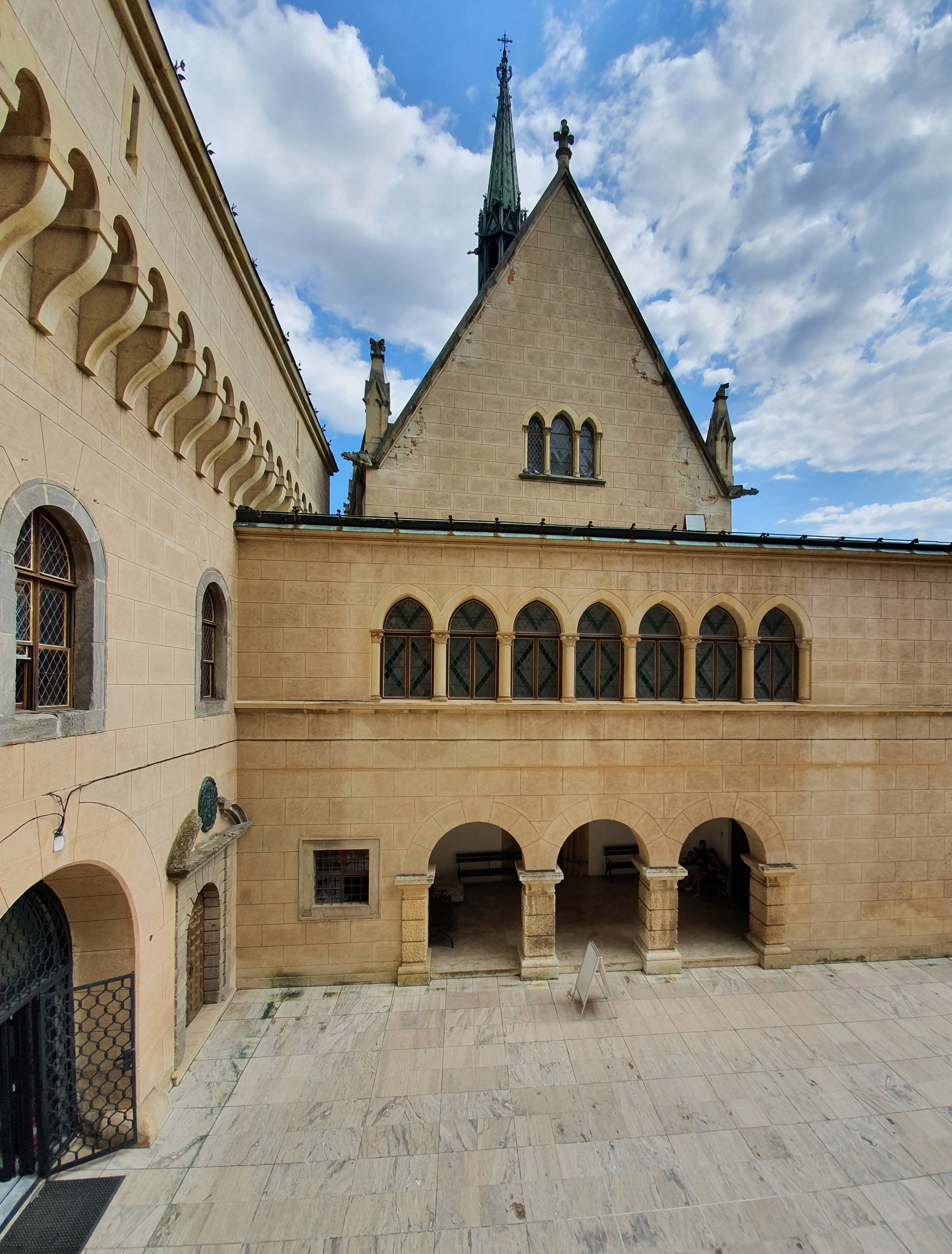
Nádvoří s kaplí

Jánoš Korvín na hrad dosadil kastelána Petra Pókyho a roku 1494 Bojnici postoupil Štěpánovi Zápolskému, aby tak uhradil otcovy dluhy. Po Štěpánovi hrad zdědil jeho syn Jan Zápolský, ale při svém soupeření o uherskou korunu s Ferdinandem I. o Bojnici roku 1528 přišel. Dalším majitelem hradu se stal Alexej I. Turzo, který se svým vojskem úspěšně bojoval proti Turkům. O Vánocích roku 1530 proto Turci Bojnici přepadli. Vyplenili a vypálili městečko s okolím a zajali mnoho obyvatel, ale hrad se jim dobýt nepodařilo. Za Thurzů byl gotický hrad přestavěn v renesančním slohu.
Po Alexejově smrti patřilo k bojnickému panství 23 vesnic. V rámci rodové správy majetku hrad v roce 1549 připadl nitranskému biskupovi Františku Thurzovi a jeho bratru Jurajovi. Roku 1599 proběhl další turecký vpád. Hrad opět odolal, ale posádka nedokázala ochránit okolí, které začaly rabovat i rozprášené oddíly demoralizované císařské armády. Jejich řádění trvalo dlouhou dobu, a Mikuláš Thurzo proto proti nim vypravil tzv. selskou výpravu. U Laskáru byl však poražen, a musel se stáhnout pod ochranu hradních zdí.
V roce 1619 se Thurzové přidali k odboji uherské šlechty proti Habsburkům, vedeném Gabrielem Betlenem. Stanislav III. Turzo jej v Bojnici hostil a po bitvě na Bílé hoře obratně lavíroval mezi podporou Betlena a Habsburků, takže panství udržel. Zdědil jej Stanislavův bratr Michal, který zemřel bez potomků v roce 1636.

### Pálffyové
Král Ferdinand III. Bojnici zastavil rodu Pálffyů, z nichž ho do dědičného vlastnictví získal Pavel IV. Pálffy z Erdödu, který roku 1644 významně podpořil panovníka v bitvě u Bojnice. Pálffyové zámek přestavěli a významně rozšířili v raně barokním stylu, přičemž jednu starou baštu nechali upravit na kapli zasvěcenou roku 1662 Janu Kapistránovi.
V roce 1678 zámek odolal kuruckým útokům při Tökölyho povstání. Znovu byl obležen při Rákócziho povstání na podzim roku 1703. Dobyvatelům velel Sándor Károly, který donutil bojnickou posádku, aby se na jaře 1704 vzdala. Císařský generál Jan Bernard Pálffy zámek po osmidenním obléhání v srpnu 1708 dobyl zpět.

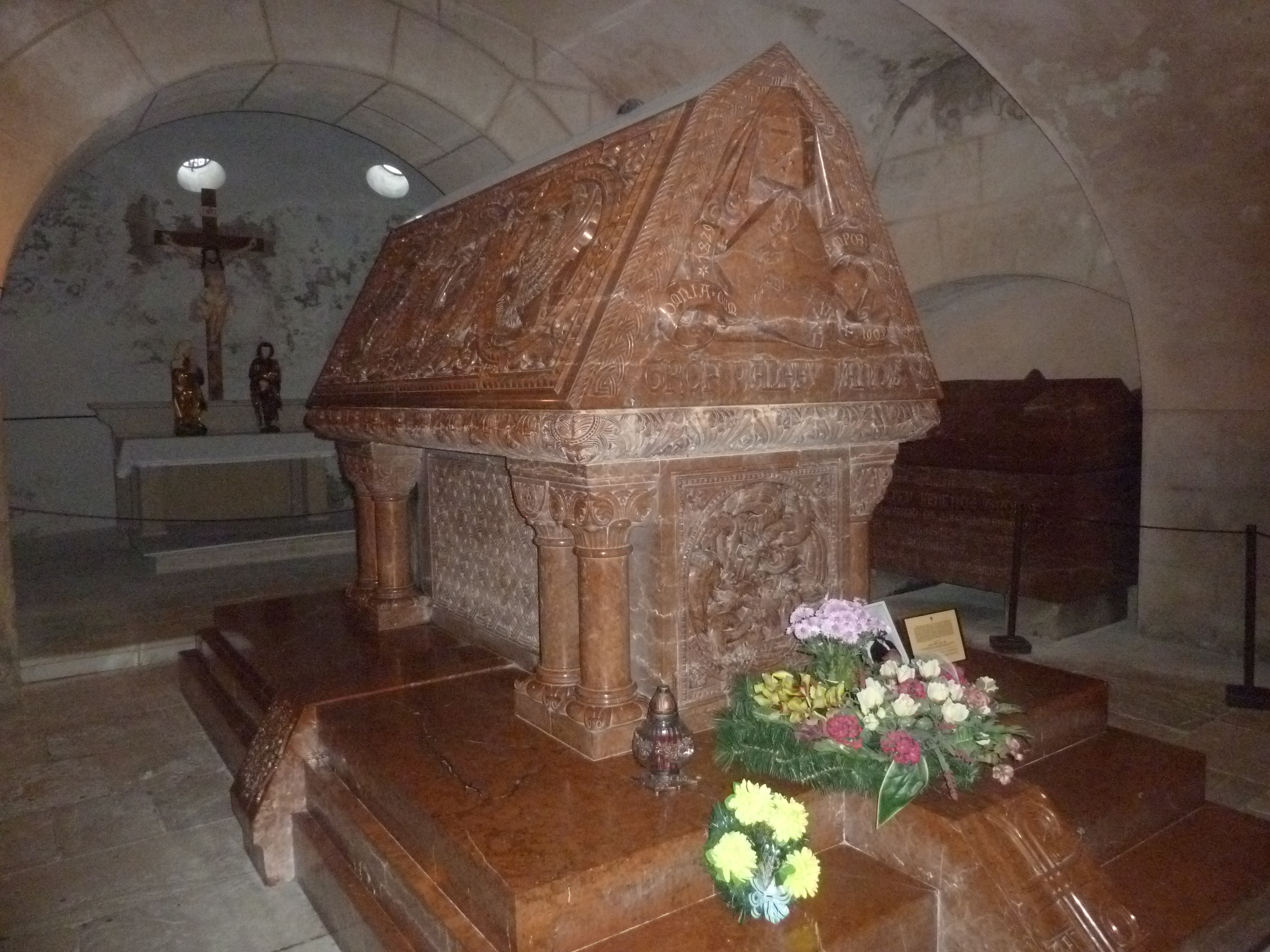
Hrobka Jana Františka Pálffyho

Hrabě Jan František Pálffy zdědil rozsáhlý, ale zadlužený rodový majetek v roce 1852. Na samotném zámku byly v osmnáctém a devatenáctém století prováděny jen nezbytné opravy. Pálffy proto zvažoval prodej zanedbaného zámku, ale přes řadu zájemců se obchod neuskutečnil. Naopak v letech 1889 až 1910 realizoval rozsáhlou přestavbu zámku v novogotickém slohu. Zámek při ní získal dochovanou podobu, inspirovanou prací francouzského architekta Eugèna Viollet-le-Duca a ovlivněnou italskou renesancí. Po přestavbě se v zámku nacházelo asi padesát pokojů, 172 místností s celkovou zastavěnou plochou o rozloze 4000 m², které sloužily k instalaci rozsáhlých hraběcích sbírek.

### Novodobé dějiny
V roce 1939 zámek a k němu patřící pozemky koupila firma Baťa a na základě Benešových dekretů po válce připadl její majetek státu. Dne 9. května 1950 zámek následkem nedbalosti při čištění komínů vyhořel. Následky požáru byly v krátké době odstraněny, a navíc proběhla celková obnova zámku. Ve stejném roce bylo založeno vlastivědné muzeum. Zpočátku se zaměřovalo na uměleckohistorický a stavební vývoj zámku, ale časem rozšířilo předmět zájmu na slovenská řemeslná a umělecká díla z období romantismu. Zámecké sbírky jsou součástí Slovenského národního muzea, ale představují jen malou část původního množství. Většinu jich totiž, v rozporu s poslední vůlí Jana Františka Pálffyho, rozprodali jeho početní dědici. Zámek byl v roce 1970 prohlášen za národní kulturní památku.
Roku 1995 se do zámecké kaple vrátil vzácný deskový oltář, tzv. Bojnický oltář, impozantní dílo středověkého italského malířství, kde pro něj byla nainstalována speciální klimatizovaná vitrína. V roce 1933 byl převezen na Moravu, zajištěn policií a následně skončil v Národní galerii v Praze, kde prošel odbornou restaurací. V lednu 1942 žádal neúspěšně Slovenský stát o jeho navrácení.

## Stavební podoba

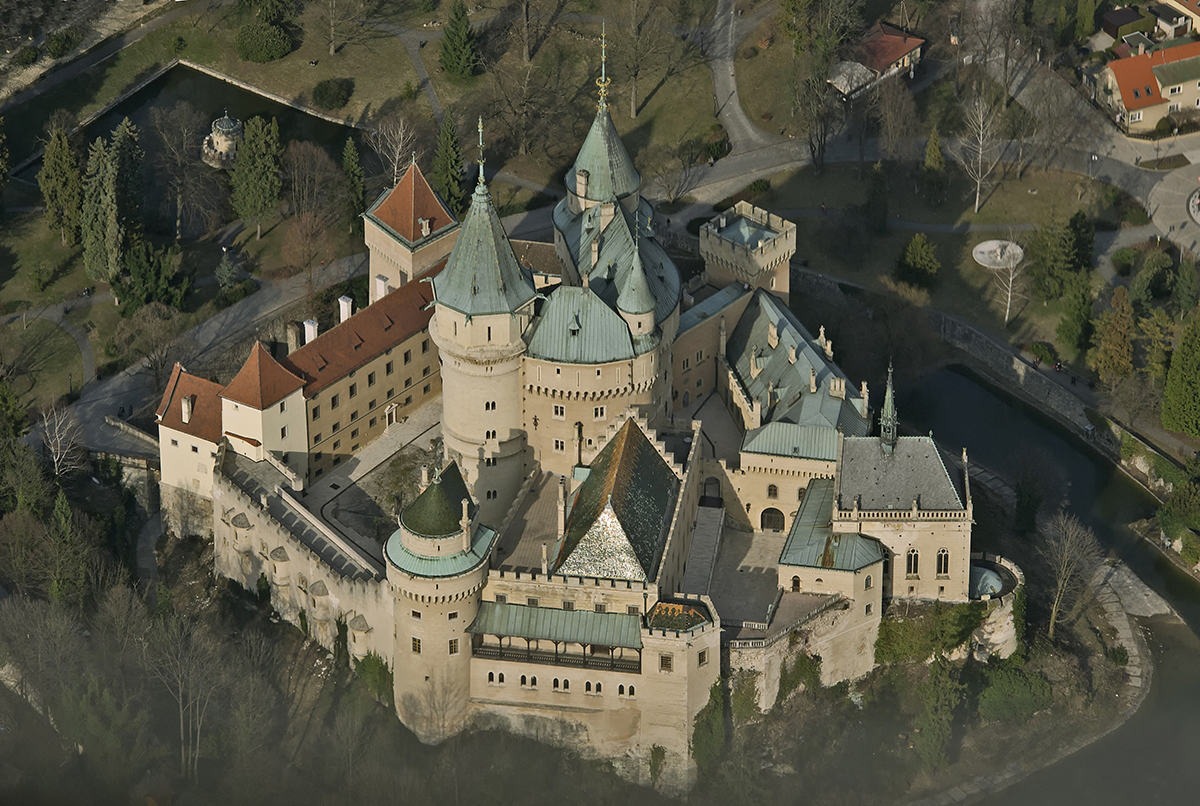
Bojnice

Většina pozůstatků bojnického hradiště zanikla při pozdějších stavebních úpravách. Také zbytky stavebních konstrukcí ze třináctého a čtrnáctého století odhalily teprve archeologické výzkumy po roce 1994. Tehdejší hrad měl oválný půdorys vymezený hradbou, k níž na východě přiléhal palác. Dochovala se jeho severní stěna s portálem. Na nádvoří hradu bývala cisterna propojená s jezírkem v podhradní jeskyni. Koncem patnáctého století byl postaven vnější hradební okruh, jehož rovné úseky zdí zesilovaly nárožní věže, ze kterých se nejlépe dochovala průjezdní věž brány. O něco mladší jsou pětiboké věže předstupující před hradbu a parkán a také parkán na severní straně hradního jádra.

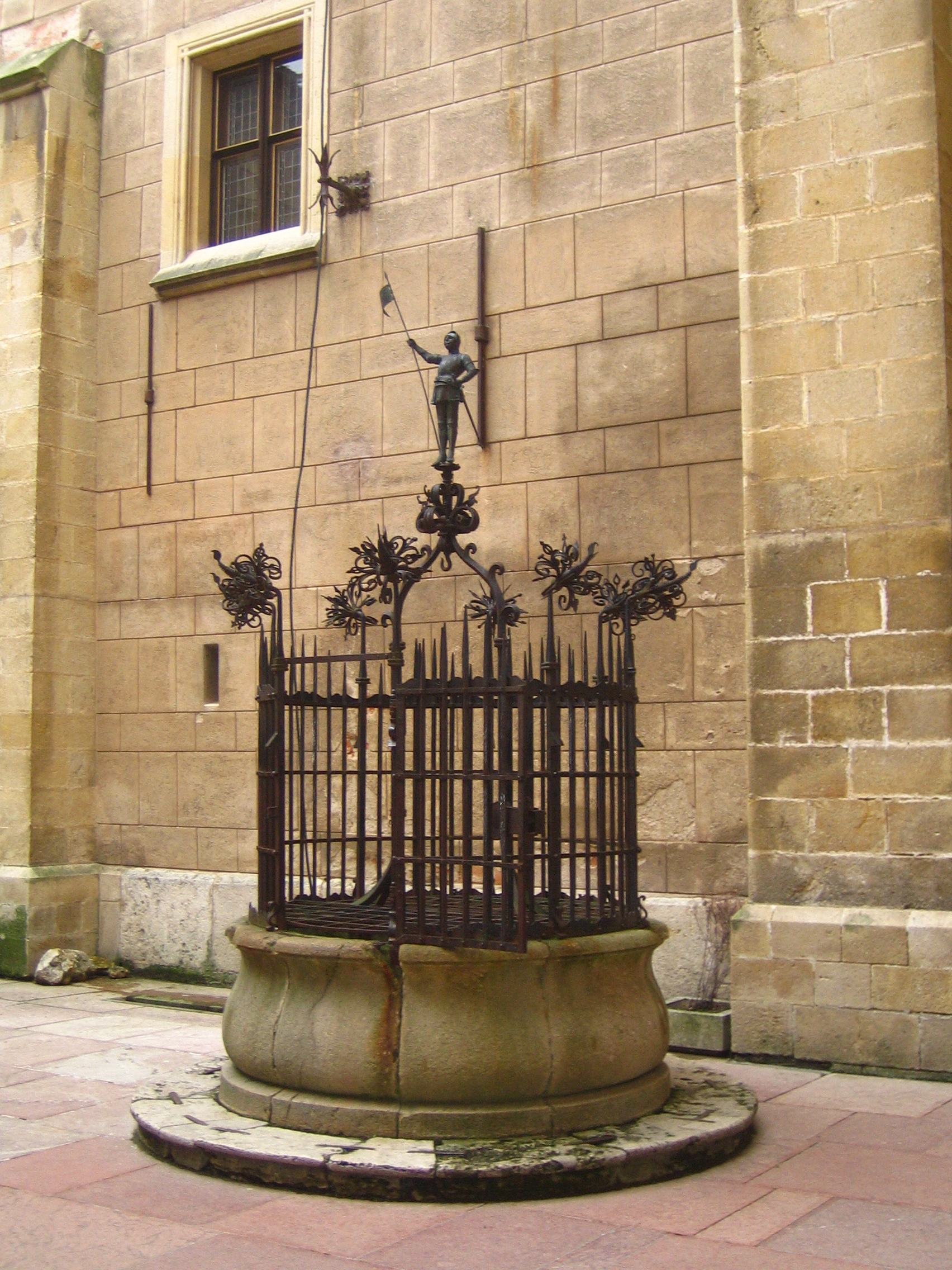
Zámecká studna

Stísněné jádro neumožňovalo výstavbu reprezentativních obytných budov, a ty během šestnáctého a sedmnáctého století postupně rostly v prostoru předhradí, které tak bylo rozděleno na dvě poloviny. V jádře proběhla přestavba severního křídla paláce, pří níž vzniklo dvojramenné schodiště a hmota paláce byla vysunuta do parkánu. Tím byla znehodnocena obranná funkce sousední bateriové věže, která proto byla snížena na úroveň sousedních budov a upravena k obytným účelům. Budovy v jádře tehdy získaly sedlové střechy.

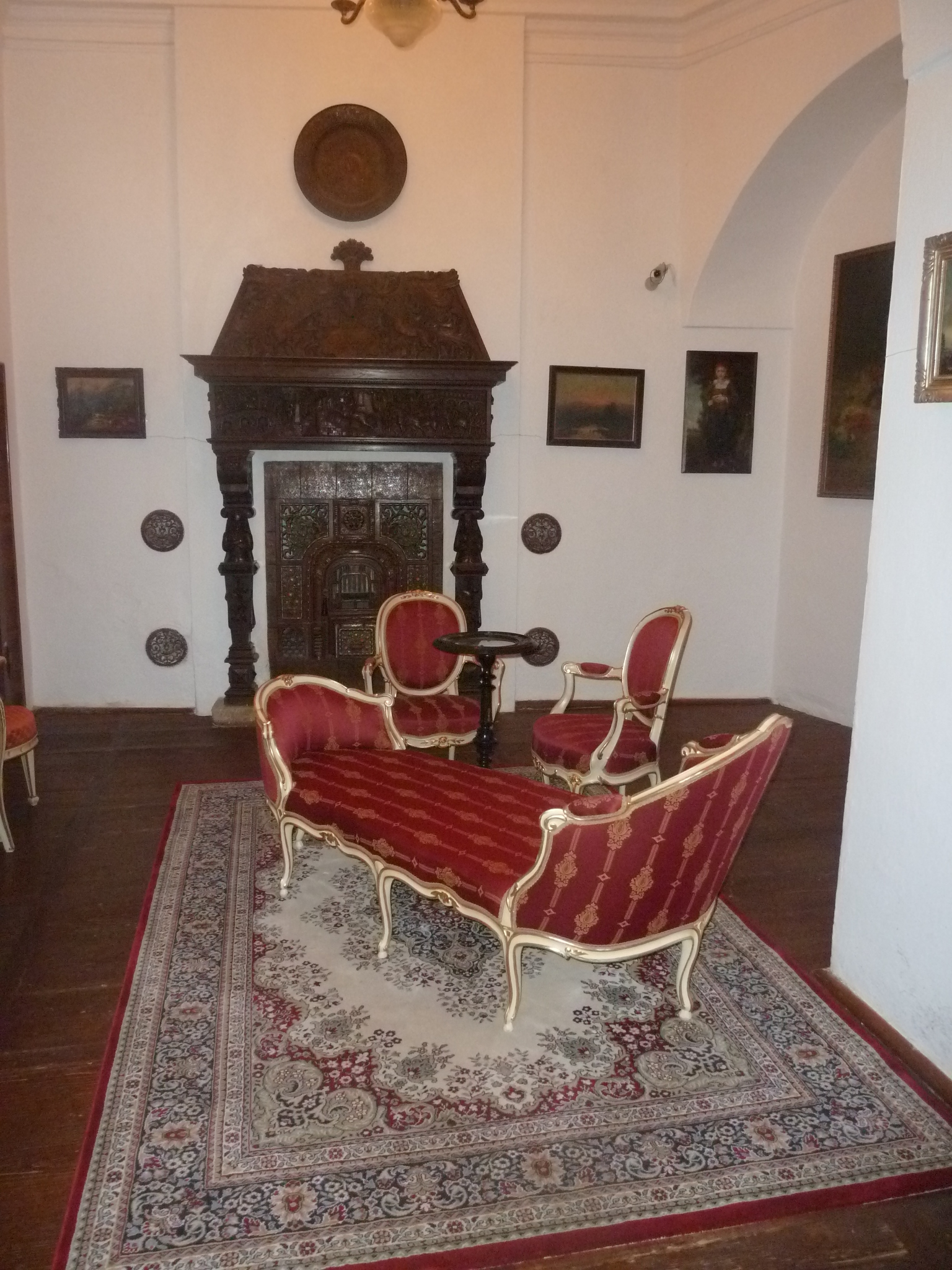
Pokoj Jana Františka Pálffyho

Barokní přestavbu zahájil Pavel Pálffy po roce 1644. Plány navrhl Filiberto Lucchese a na stavbu dohlížel architekt Carlo Martino Carlone. Prostor parkánu na západní straně zaujala rozměrný sýpka, podél vnější obvodové hradby byly postaveny administrativní a hospodářské budovy a jižní část předhradí byla rozdělena do dvou nádvoří, přičemž celý prostor uzavřela přízemní budova s terasou a kaplí vybudovanou s využitím starší dělové věže. Terasa poskytovala promenádní prostor s altány a letohrádky. V jednom z nových nádvoří bylo zřízeno schodiště na výše položené východní nádvoří, odkud se vstupovalo do vnitřního hradu.
Při Pálffyho přestavbě v letech 1889–1910 bylo odstraněno horní podlaží severního křídla v jádře a naproti bývalé bateriové věži vyrostla věž schodišťová. Většinu budov pokryly nové rustikové omítky a završila je podsebití. Architektonický záměr však nebyl po Pállfyho smrti dokončen, a severní křídlo předhradí s branskou věží a předbraním si tak uchovalo barokní charakter.

## Park
K Bojnickému zámku patří i přilehlý zámecký park. Součástí zámeckého parku je zoologická zahrada. Park pokračuje dále lesoparkem ve Strážovských vrších.

## Zámek ve filmu
Zámek se objevil ve filmu Šíleně smutná princezna z roku 1968.